# Rzepczyno
Rzepczyno (deutsch Repzin) ist ein Dorf in der polnischen Woiwodschaft Westpommern. Es gehört zur Gemeinde (Gmina) Brzeżno (Briesen) im Kreis Świdwin (Schivelbein).

## Geografische Lage
Rzepczyno liegt zehn Kilometer südlich von Świdwin und ist über die Woiwodschaftsstraße Nr. 162 Świdwin–Drawsko Pomorskie (Dramburg) über Brzeżno nach zwei Kilometern zu erreichen. Auch führt eine Nebenstraße von Świdwin über Koszanowo (Kussenow) in die kleine Gemeinde am Jezioro Rzepczyno (Repziner See). Durch das Dorf fließt der früher so genannte Strittkenbach, der durch den Jezioro Rzepczyno in den See bei Więcław (Venzlaffshagen) mündet.

## Geschichte
Zu Repzin gehören das ehemalige Gut Barenwinkel (heute polnisch: Mulite) im Nordosten und die Siedlung Brandenbruch im Süden. Im Repziner See befinden sich Reste eines alten Burgwalls. Urkundlich das erste Mal erwähnt wurde das Dorf jedoch erst im neumärkischen Landbuch im Jahre 1337 als dem Land Schivelbein zugehörig. Im Jahre 1500 wurden die Gevattern Rützen von Kurfürst Johann und Albrecht I. von Brandenburg-Ansbach mit 27½ Hufen im Dorfe belehnt. Von Friedrich dem Großen erhielt der Besitzer von Repzin, von Bonin, 9000 Taler königliche Gnadengelder.
Im Jahre 1843 hatte der Ort 181 Einwohner; 1884 sind fünf Bauern, ein Halbbauer, ein Kossät, zwei Halbkossäten und zwanzig Eigentümer verzeichnet. 1882 gab es eine Mühle und eine Ziegelei, außerdem Postagentur und Telegraf. 1939 lebten in der 1313,7 Hektar großen Gemeinde 535 Einwohner in 108 Haushaltungen.
Der größte Teil der Bevölkerung lebte von der Landwirtschaft. Im Dorf gab es aber auch zwei Schneidereien, eine Schuhmacherei, eine Schmiede, eine Stellmacherei, zwei Tischlereien und ein Baugeschäft, außerdem einen Lebensmittelladen mit Schankwirtschaft.
Die Gemeinde Repzin gehörte zum Amts- und Standesamtsbezirk Langenhaken sowie zum Amtsgerichtsbereich Schivelbein. Repzin war ein Ort im Kreis Schivelbein, bis dieser mit der Kreisreform 1932 in den Kreis Belgard eingegliedert wurde. Letzter deutscher Bürgermeister war Paul Stabenow.
Über die Grenzen des Ortes hinaus bekannt war das Repziner Alters- und Tuberkuloseheim des Landkreises Belgard (von 1901 bis 1930 eine Erziehungsanstalt des Deutsch-Israelitischen Gemeindebundes).
Am 4. März 1945 drangen russische Truppen aus Richtung Briesen kommend in Repzin ein. Es folgten notvolle Zeiten, bevor die Bevölkerung aus dem Ort vertrieben wurde.
Heute ist Repzin unter dem polnischen Namen Rzepczyno ein Teil der Landgemeinde Brzeżno im Powiat Świdwiński, dem wieder gebildeten polnischen Kreis Schivelbein.

## Kirche

### Kirchengemeinde
Repzin war eine selbständige Kirchengemeinde, die mit den Kirchengemeinden Labenz und Karsbaum das Kirchspiel Labenz bildete. Es lag im Schivelbeiner Kirchenkreis innerhalb der Kirchenprovinz Pommern der evangelischen Kirche der Altpreußischen Union.
Im Jahre 1940 zählte die Kirchengemeinde Repzin 850 Gemeindeglieder, die – als letztem deutschen Geistlichen – von Pfarrer Wilhelm Rohde betreut wurden.
Heute befindet sich in Rzepczyno eine Filialkirche der römisch-katholischen Pfarrgemeinde Christi Himmelfahrt in Brzeżno (Wniebowstąpienia Pańskiego w Brzeżnie), die innerhalb der Diözese Köslin-Kolberg zum Dekanat Świdwin (Schivelbein) gehört.
Innerhalb der polnischen Evangelisch-Augsburgischen Kirche wird Rzepczyno als Teil des Kirchspiels Koszalin (Köslin) in der Diözese Pommern-Großpolen geführt. Evangelische Christen gibt es in dem Ort nach dem Weggang der Deutschen aber nicht mehr.

### Dorfkirche
In Repzin stand eine im 17. Jahrhundert erbaute und zwischenzeitlich veränderte und verputzte Findlingskirche. Der Türbeschlag trug die Jahreszahl 1608. Neben der Kirche stand der Glockenstuhl.

## Schule
Die Repziner Schule wurde bis 1938 von Willi Weber, 1938 bis 1939 von Max Fröhlich und nach 1939 von Paul Genz aus Briesen sowie zusätzlich von Lehrer Vierkannt aus Venzlaffshagen geleitet.

## Bemerkenswertes
Gerne erzählte man sich in Repzin die Sage von dem Ritter von der Mildenburg, der als Günther von Briesen vor Jahrhunderten auf Schloss Repzin wohnte. Alles, was er von hier aus mit den Augen erblicken konnte, nannte er sein Eigen: Repzin, Karsbaum, Labenz, Briesen, Kussenow und Schlönwitz.
In Repzin gab es den Flurnamen „Streitsand“. Der Sand war Gegenstand eines Streites, bis der Müller von Repzin den Eid leistete: „Der Sand, auf dem ich stehe, gehörte schon meinem Vater!“ Er hatte nämlich in seine Holzpantoffel Sand vom Grundstück seines Vaters gefüllt und stand somit buchstäblich auf väterlichem Sand.